# Virgilio Gaito
Virgilio Gaito (Napoli, 1º maggio 1930) è un avvocato italiano, gran maestro del Grande Oriente d'Italia dal 1993 al 1999.

## Biografia
Iniziato in  massoneria nel 1951, ha frequentato la vita massonica della capitale ricoprendo  il ruolo di gran maestro degli architetti e presidente del Rito simbolico italiano dal 1988 al 1992. Giunto alla gran maestranza del Grande Oriente d'Italia nel dicembre 1993 succedendo al reggente Eraldo Ghinoi, dovette affrontare la grave crisi a seguito della scissione guidata da Giuliano Di Bernardo, e della inchiesta sui collegamenti tra massoneria e criminalità organizzata condotta dall'allora procuratore di Palmi, Agostino Cordova.